# Maria (canção Michel Teló)
"Maria" é uma canção do cantor brasileiro Michel Teló do álbum Sunset (2013). Foi composta por Rodrigo Rosa e disponibilizada no iTunes em 12 de junho de 2013.

## Desempenho nas tabelas musicais
| Tabela musical (2013)                       | Melhor posição |
| ------------------------------------------- | -------------- |
| Brasil - (Billboard Brasil Hot 100 Airplay) | 49             |